# Ford Orion
Pour les articles homonymes, voir Orion.
La Ford Orion est une variante trois volumes (avec coffre apparent) de la Ford Escort produite par le constructeur américain Ford pour le marché européen du 22 juillet 1983 au 19 septembre 1993.

## Histoire

### Orion Mark I (1983-1986)
Dans le début des années 1980, le modèle aligné et l'image de Ford étaient en train de changer, reflétant les tendances changeantes du marché des voitures neuves en Europe occidentale à cette époque, les modèles à traction devenant progressivement plus populaires que ceux à propulsion et les berlines à hayon commençaient à éclipser les berlines à malle et les breaks traditionnels. La ligne de produits de l'entreprise a été remplacée principalement par des berlines, en commençant par la Escort MK3 en 1980 et la nouvelle Sierra (qui a remplacé la Cortina) en 1982. En 1985, même le haut de gamme Granada offrirait un hayon, les modèles berline et break n'étant sortis qu'en 1990 et 1992 respectivement, tandis qu'une version à malle de la Sierra a finalement été lancée en 1987.
L'Orion a été développée sous le nom de code "Apollo". Lancé en septembre 1983, l'Orion a été conçue pour répondre à la demande du marché pour une berline quatre portes traditionnelle, qui avait été absente de la gamme Escort depuis la fin de la production de MK2 en 1980, ainsi que dans les grandes voitures par la disparition de la Cortina en 1982. L'Orion ressemblait à une Escort contemporaine à l'avant en dehors de la conception différente de la grille, mais l'arrière de l'Orion était constitué d'un coffre proéminent (design de berline tricorps) plutôt que d'un hayon comme sur l'Escort. Bien que la longueur de l'Orion était similaire à celle de la contemporaine Ford Sierra (alors uniquement disponible en berline), elle avait un coffre plus grand. Ce concept était similaire à la Volkswagen Jetta, la version tricorps de la Golf à hayon qui avait été mise en vente en 1979.
Ford a d'abord proposé l'Orion en seulement 2 versions : GL et Ghia, Les versions plus simples, disponibles sur l'Escort ne furent pas proposés, de même que le moteur de base 1 100 cm3. Seuls les moteurs Ford CVH 1 300 cm3 et 1600 cm3 en options étaient disponibles (mais avec deux options de carburateur et injection de carburant sur la Ghia 1.6). Un modèle au cahier des charges inférieur a été introduit en 1984 comme par exemple l'option d'un moteur diesel sur les modèles L et GL 1.6.
Les caractéristiques de série de 1.6i Orion Ghia incluent le verrouillage centralisé, le toit ouvrant, les sièges avant sport, les vitres électriques, l'appuie-tête arrière, le tachymètre et un combiné des informations informant le conducteur sur la maintenance des véhicules nécessaires. Toutes ces caractéristiques étaient l'équipement rare sur une petite voiture de la famille dans les années 1980, donnant les prétentions haut de gamme Orion.
L'Orion 1.6i a partagé un moteur avec l'Escort XR3i et a offert des performances similaires et la manipulation sans l'étiquette inamicale d'assurance que le badge XR a commencé à commander à la fin des années 1980 [citation nécessaire] en raison de sa popularité auprès des voleurs de voitures - et elle était également moins fréquemment visée par les voleurs que l'Escort XR3i ou la RS Turbo. Le 1.6i était surmonté par un luxe en édition limitée appelée 1600E en automne 1988, le nom 1600E rappelant la Ford Cortina Mark II 1600E de vingt ans plus tôt, que les deux ont été considérés comme des berlines bien équipées avec des performances décentes pour la personne de travail. L'Orion 1600E était disponible en noir, blanc et gris métallique et avait des alliages RS, des opercules de bois sur le tableau de bord et les portes et sièges en cuir gris. Seulement 1600 ont été réalisés, dont 1000 avaient des garnitures en cuir.
Avec le lifting en 1986, Ford a introduit le style et l'ingénierie de l'Orion, proche des modèles bas de spécification de l'Escort et glissés dans la gamme avec des niveaux d'équipement étant réunis entre les deux voitures, et a aidé les ventes d'Orion à augmenter davantage. L'Orion a également gagnée le nouveau moteur essence de 1.4 L "à combustion pauvre" qui a été ajouté à l'Escort à ce moment-là.
Le succès de l'Orion à travers l'Europe, en particulier en Grande-Bretagne (où il était parmi les 10 véhicules les plus vendus chaque année de 1984 à 1990), a été suivie par plusieurs autres fabricants de lancement de versions berlines qui sont surtout populaires. En 1986, General Motors avait lancé une version berline de son Opel Kadett / Vauxhall Astra à hayon, qui a été vendue comme le Vauxhall Belmont sur le marché britannique. Austin Rover, d'autre part, fait usage d'un Honda la conception de son nouveau Rover 200 Series à tricorps, qui a été lancé en 1984 et a permis aux acheteurs une alternative qui a démarré à la Austin Maestro, bien qu'avec une plate-forme totalement différente; comme la véritable variante à malle de la Maestro était la plus grande et plus haut de gamme Austin Montego. L'Orion a été lancée à la même époque que le Fiat Regata, versions berline et break de la Ritmo (Strada en Grande-Bretagne), bien que la Regata soit destinée à des voitures plus haut de gamme comme la Ford Sierra.
L'Orion était une vendeuse forte en Grande-Bretagne, avec un pic en tant que septième voiture la plus vendue en 1987 et 1988 avec plus de 70 000 ventes à chaque fois.

### Orion Mark II (1986-1990)
En mars 1986, l'Orion a subi le même lifting que le reste de la gamme Escort. En interne chez Ford, elle est considérée comme un modèle mis à jour (Apollo-86) plutôt que comme une nouvelle génération, bien qu'elle soit populairement connue sous le nom de Mark II. Mars 1986 a vu la naissance de la voiture mieux notée, selon WhatCar Magazine, depuis plus de deux décennies avec l'Orion qui obtient le même lifting que le reste de la gamme Escort. La Mark II a l'option d'anti-blocage des freins (ABS) et un pare-brise chauffé à la plage. Les moteurs ont été améliorés et le CVH était maintenant «une unité maigre de brûlures et des différents modèles de la gamme qui pourrait fonctionner sur le carburant sans plomb sans modifications à la culasse ou au système de carburant. Les serrures améliorées ont été équipées sur toute la gamme étant initialement de la conception Chubb AVA mais peu après remplacé par le type Tibbe; comme avec l'Escort, un certain nombre d'autres améliorations ont été réalisées, y compris la nouvelle suspension et les montures de boîte de vitesses, les mises à jour et la garniture intérieure de changements, une meilleure insonorisation et révision des paramètres de direction et de suspension. Les niveaux de finition sont maintenant inclus: le L précédemment supprimé, le Biscane (édition spéciale) LX, Equipe (édition spéciale) GL, GLS (édition spéciale), Ghia, Ghia d'injection et 1600E (édition spéciale) à partir de 1988.

### Orion Mark III (1990-1993)
La dernière version de l'Orion a fait ses débuts en septembre 1990, mais a reçu la même critique des médias que l'Escort de cinquième génération a enduré pour son manque de flair de conception ainsi que le raffinement décevant de certains de ses moteurs - en particulier la faible puissance 1.3 OHV et les unités 1,4 CVH de l'essence. [citation nécessaire] Comme avec l'Escort, l'arrivée des moteurs Zetec à 16 soupapes et les changements de suspension en 1992 sont améliorés avec les qualités dynamiques de l'Orion. La Mk3 a été identifiée à l'avant par des lentilles d'indicateurs clairs et par une barre chromée qui traverse la calandre. La gamme topping Orion Ghia Si (injection de sport) avait 130 ch (97 kW) de son 1.8L DACT d'unité Zetec, ce qui en fait le modèle de production le plus rapide comme l'Orion que Ford produit par 10 années de la vie de la voiture, avec une vitesse de pointe de 203 km/h. Un lifting de la gamme Escort et Orion comprenant des barres d'impact latérales, des prétensionneurs de ceinture de sécurité et une cage de sécurité ainsi que des poignées de porte couleur carrosserie et les nouveaux moteurs Zetec en septembre 1992 pour l'année modèle 1993 ont également vu de nombreuses améliorations majeures.
Cette version de l'Orion n'était pas aussi populaire que les versions pré-1990, juste à côté d'une place dans le top 10 des véhicules les plus vendus en Grande-Bretagne en 1991 et 1992.
Les niveaux de finition sont:
- L (1992-1993), 1,8 diesel
- LX (1990-1993), 1,3, 1,4, 1,6, 1,8 16v essence, diesel 1.8
- GLX (1990-1991), 1,3, 1,4, 1,6 essence (abandonné après 1991)
- Ghia (1990-1993), 1,3, 1,4, 1,6, 1,8 16v essence, diesel 1.8
- Si Ghia (1992-1993), 1.8 16v essence, seules les versions de plaque 92J / 92K étaient disponibles.

En septembre 1993, 10 ans après son lancement, Ford a supprimé le badge Orion, et la plaque signalétique Escort a été utilisée sur toutes les carrosseries [citation nécessaire]. Cela a été fait dans un mouvement de garder l'Escort en position haute sur les palmarès des ventes, un mouvement que Vauxhall avait déjà fait avec son Belmont en 1991. Les ventes de la berline Escort rebadgée n'étaient pas aussi fortes que ceux obtenues par l'Orion, que les voitures tricorps de cette taille ont continué de baisser en popularité dans les années 1990. L'Escort qui se vend faiblement a été abandonnée en 1998 sur le lancement de la Focus 4 portes, bien que les versions cabriolet, berline à hayon et break aient duré jusqu'en juillet 2000 et la fourgonnette a duré jusqu'en 2002.
Pour des détails sur les modifications apportées à ces modèles plus récents, consultez l'article de la Ford Escort, de la section sur la Ford Escort Mark V (1992-1995), pour partir.

## Dérivées
- La Volkswagen Apollo est une version dérivée de la Ford Orion développée par Volkswagen et Ford pour le marché brésilien.